# Sphagnum hampeanum
Sphagnum hampeanum là một loài rêu trong họ Sphagnaceae. Loài này được Venturi mô tả khoa học đầu tiên năm 1899.